# Russischer Booker-Preis

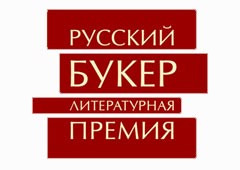
Russian Booker Prize

Der russische Booker-Preis (russisch Русский Букер) war ein russischer Literaturpreis, der zwischen 1992 und 2017 jährlich für den besten russischsprachigen Roman verliehen wurde, unabhängig von der Nationalität des Autors.

## Geschichte
Der Preis wurde von Teilen der literarischen Szene zu den wichtigsten Literaturauszeichnungen Russlands gezählt. Sein Vorbild hatte der Preis im seit 1969 verliehenen britischen Booker-Preis. Der damalige Vorsitzende des Lebensmittel-Großhändlers Booker Group, Sir Michael Caine, ergriff die Initiative für einen russischen Literaturpreis, um das als gefährdet angesehene russische Literaturschaffen zu fördern.
Die Booker-Preis-Jury setzte sich aus fünf Personen zusammen und wurde jedes Jahr neu gewählt. Nach der Zusammenstellung einer umfangreichen Titelliste („Longlist“) wurden die sechs besten Romane aussortiert und eine Kurzliste („Shortlist“) zusammengestellt. Die sechs Finalisten erhielten 2000 US-Dollar und der Gewinner schließlich den Booker-Preis und ein Preisgeld in Höhe von 20.000 US-Dollar.
Von den 19 prämierten Werken erschienen bis zum April 2016 nur sechs Titel in deutscher Übersetzung:
- Wladimows Der General und seine Armee (Генерал и его армия)
- Asolskis Die Zelle (Клетка)
- Ulizkajas Reise in den siebten Himmel (Казус Кукоцкого)
- Gallegos Weiß auf Schwarz (Белое на чёрном).

Seit 2012 liegt ein weiteres prämiertes Werk in deutscher Übersetzung vor: Die stille Macht der Frauen von Jelena Tschischowa (im Original: Время женщин). 2016 erschien Matisse (im Original: Матисс) von Alexander Ilitschewski in deutscher Übersetzung von Friederike Meltendorf und Valerie Engler.
2011 wurde statt des üblichen Jahrespreises der Sonderpreis „Russischer Booker des Jahrzehnts“ vergeben. Dabei wurden die Werke der Sieger und Finalisten des Zeitraums 2001 bis 2010 besprochen und Alexander Tschudakows Novelle Loschitsja mgla na staryje stupeni zum Sieger gekürt. Die Entscheidung zur Nicht-Vergabe des Jahrespreises hing hauptsächlich damit zusammen, dass kein Sponsor gefunden werden konnte. Eine Regeländerung, die bei der Preisverleihung 2012 in Kraft treten soll, sieht vor, dass der Jahrespreis künftig auch an bereits verstorbene Autoren vergeben werden kann.
Im September 2019 gab der Stiftungsverein bekannt, dass die weitere Vergabe des Booker-Preises aus finanziellen Gründen (Sponsorenmangel) eingestellt werde und man auch darauf verzichte, ausländische Unterstützung in Betracht zu ziehen, da dies mit der staatlichen Einstufung als „ausländischer Agent“ einhergehen würde. Der Preis war letztmals im Jahr 2017 vergeben worden. Der Stiftungsverein des Preises wies jedoch darauf hin, dass für die Zukunft nicht ausgeschlossen werde, die Vergabe des Preises unter günstigeren finanziellen Verhältnissen wiederaufzunehmen.

## Preisträger
- 1992: Mark Charitonow: Linija sudby, ili Sundutschok Milaschewitscha (Линия судьбы, или Сундучок Милашевича)
- 1993: Wladimir Makanin: Stol, pokryty suknom s grafinom posseredine (Стол, покрытый сукном с графином посередине)
- 1994: Bulat Okudschawa: Uprasdnjonny teatr (Упразднённый театр)
- 1995: Georgi Wladimow: General i jewo armija (Генерал и его армия)
- 1996: Andrei Sergejew: Albom dlja marok (Альбом для марок)
- 1997: Anatoli Asolski: Kletka (Клетка)
- 1998: Alexander Morosow: Tschuschije pisma (Чужие письма)
- 1999: Michail Butow: Swoboda (Свобода)
- 2000: Michail Schischkin: Wsjatije Ismaila (Взятие Измаила)
- 2001: Ljudmila Ulizkaja: Kasus Kukozkowo (Казус Кукоцкого)
- 2002: Oleg Pawlow: Karagandinskije dewjatiny (Карагандинские девятины)
- 2003: Rubén Gallego: Beloje na tschornom (Белое на чёрном)
- 2004: Wassili Aksjonow: Wolterjanzy i wolterjanki (Вольтерьянцы и вольтерьянки)
- 2005: Denis Guzko: Bes puti-sleda (Без пути-следа)
- 2006: Olga Slawnikowa: 2017
- 2007: Alexander Ilitschewski: Matiss (Матисс)
- 2008: Michail Jelisarow: Bibliotekar (Библиотекарь)
- 2009: Jelena Tschischowa: Wremja schenschtschin (Время женщин)
- 2010: Jelena Koljadina: Zwetotschny krest (Цветочный крест)
- 2011: Jahrzehnt-Sonderpreis für Alexander Tschudakow: Loschitsja mgla na staryje stupeni (Ложится мгла на старые ступени, „Dunkelheit fällt auf die alten Stufen“)
- 2012: Andrei Dmitrijew: Krestjanin i tineidscher (Крестьянин и тинейджер, „Bauer und Teenager“)
- 2013: Andrei Wolos: Woswraschtschenie w Pandschrud (Возвращение в Панджруд, „Rückkehr nach Pandschrud“)
- 2014: Wladimir Scharow: Woswraschtschenije w Jegipet (Возвращение в Египет, „Rückkehr nach Ägypten“)
- 2015: Alexander Snegirjow: Wera. Druschba narodow. (Вера. Дружба народов., „Wera. Völkerfreundschaft.“)
- 2016: Pjotr Aleschkowski: Krepost’ (Крепость, „Festung“)
- 2017: Alexandra Nikolajenko: Ubit’ Bobrykina. Istorija odnogo ubijstwa (Убить Бобрыкина. История одного убийства, „Bobrykin töten. Die Geschichte eines Mordes“)

## Weitere russische Literaturpreise
- Alexander-Solschenizyn-Preis
- Das große Buch